# Zazie w metrze
Zazie w metrze (fr. Zazie dans le métro) – francuski film z 1960 w reżyserii Louisa Malle’a na podst. powieści Raymonda Queneau pod tym samym tytułem.
Polska premiera odbyła się w sierpniu 1968 roku wraz z francuskim krótkometrażowym filmem Bezsenność z 1963 roku.

## Fabuła
Kilkunastoletnia Zazi (Demongeot) wraz z matką przyjeżdża do Paryża i zostaje na dwa dni oddana pod opiekę wuja Gabriela (Noiret). Potężny mężczyzna pracuje w kabarecie jako tancerka (przebiera się w kobiece ubrania), a wśród jego przyjaciół znajduje się spora grupa podobnych mu oryginałów. Marzeniem Zazi jest przejażdżka metrem, jednak pracownicy podziemnej kolei właśnie strajkują. Dziewczynka ucieka z mieszkania wuja i jego żony, podczas wędrówki po mieście poznaje nowych ludzi oraz przeżywa zwariowane przygody.
Malle wiernie odtwarza wydarzenia z powieści Queneau, udało mu się także oddać – lekko surrealistyczny – klimat tej prozy. Niektóre filmowe sceny mają burleskowy charakter. Całość została dynamicznie zmontowana.

## Obsada[1]
- Catherine Demongeot – Zazie
- Philippe Noiret – Gabriel
- Carla Marlier – Albertyna
- Hubert Deschamps – Turandot
- Antoine Roblot – Charles
- Annie Fratellini – Mado
- Yvonne Clech – wdowa Mouaque
- Vittorio Caprioli – pan Pedro
- Nicolas Bataille – Fédor
- Jacques Dufilho – Gridoux
- Marc Doelnitz – Coquetti